# Источни Јерусалим
Источни Јерусалим (арап. القدس الشرقية‎, al-Quds al-Sharqit; хебр. מִזְרַח יְרוּשָׁלַיִם, mizraḥ yerushalayim) дио је Јерусалима који је окупирао Јордан током Арапско-израелског рата 1948. године, као супротност западном дијелу града, Западни Јерусалим, који је окупирао Израел. Од Арапско-израелског рата 1967. године, Источни Јерусалим је, заједно са остатком Западне обале, окупирао Израел.
Ова област укључује Стари град и нека од најсветијих мјеста за јудаизам, хришћанство и ислам, као што су Храмовна гора, Зид плача, џамија Ал Акса, Купола на стијени и црква Васкрсења Христовог, као и околина. Израелска и палестинска дефиниција се разликују. Службени став Палестине заснован је на Споразумима о примирју 1949. године, док се израелски положај углавном заснива на тренутним општинским границама Јерусалима. Оне су утврђене низом административних проширења које су донијеле израелске општинске власти од Шестодневног рата 1967. године. Упркос свом називу, Источни Јерусалим укључује четврти на сјеверу, истоку и југу Старог града, а у широј дефиницији појма, чак и на страни Западног Јерусалима. Међународна заједница сматра да су израелска насеља на Западној обали, укључујући Источни Јерусалим, незаконита по међународном праву. Израел оспорава ову интерпретацију.
Током Арапско-израелског рата 1948. године, Јерусалим је био споран и за Јордан и за Израел. По престанку непријатељстава, двије земље су тајно преговарале о подјели града, при чему је источни дио пао под јорданску власт. Овај аранжман је озваничен споразумом из Родоса у марту 1949. године.
Давид Бен-Гурион представио је тврдњу своје странке да је „јеврејски Јерусалим органски, нераздвојни дио државе Израел” у децембру 1949, а наредне године Јордан је анектирао Источни Јерусалим. Ове одлуке су потврђене у израелском Кнесету у јануару 1950. и јорданском Парламенту у априлу 1950. Када га је Израел окупирао 1967. године, Источни Јерусалим је, заједно са проширеним границама, дошао под непосредну израелску власт, иако, према Ијану Ластику, никада формално није анектиран. У једногласној резолуцији Генералне скупштине, ОУН је прогласио неважећим мјере којима је покушана промјена статуса града.
У Палестинској декларацији о независности Палестинске ослободилачке организације 1988. године, Јерусалим се наводи као главни град Државе Палестине. Године 2000, Палестинска управа је усвојила закон којим је Јерусалим проглашен за главни град, а у октобру 2002. је закон одобрио Јасер Арафат. Од тада је Израел затворио све канцеларије и НВО повезане са ПОО у Источном Јерусалиму, под изговором да Договор из Осла не дозвољава Палестинској Народној Самоуправи да дјелује у Јерусалиму. Организација исламске сарадње је признала Источни Јерусалим као главни град Државе Палестине 13. децембра 2017. године.
Израелска насеља у Источном Јерусалиму су се повећала за 60% од како је Доналд Трамп постао предсједник САД 2017. године. Од 1991, Палестинци који су чинили већину становника у овом подручју добили су само 30% грађевинских дозвола.